# 中島みゆき CDV GOLD
『中島みゆき CDV GOLD』（なかじまみゆき シーディーブイ ゴールド）は、1987年8月21日に発売された中島みゆきの映像作品である。

## リリース
中島みゆき初の映像作品で、ベスト・アルバム『Singles』と同時発売され、CDVというフォーマットで、7000枚限定で発売された。
CDVは、CDプレーヤーで音声部分（オーディオパート）が約20分、LDプレーヤーで映像部分（ビデオパート）が約5分再生が可能なメディアで、オーディオパート4曲とビデオパート1曲で構成されている。現在はCDVが生産されていないため、廃盤となっている。
ビデオパートには、1986年にニューヨークで撮影した「見返り美人」のPVが収録されている。オーディオパートには、同時期に発売されたアルバム『36.5℃』に収録されている楽曲が中心で、「白鳥の歌が聴こえる (another Mix version)」はこの作品しか収録されていない。

## 収録曲
| 全作詞・作曲: 中島みゆき。 |                |            |            |          |      |
| #                          | タイトル       | 作詞       | 作曲・編曲 | 編曲     | 時間 |
| 1.                         | 「見返り美人」 | 中島みゆき | 中島みゆき | 萩田光雄 | 4:44 |
| 合計時間:                  | 合計時間:      | 合計時間:  | 4:44       |          |      |

| 全作詞・作曲: 中島みゆき。 |                                             |            |            |          |      |
| #                          | タイトル                                    | 作詞       | 作曲・編曲 | 編曲     | 時間 |
| 1.                         | 「あたいの夏休み」(LP Version)              | 中島みゆき | 中島みゆき | 後藤次利 | 5:12 |
| 2.                         | 「F.O.」                                    | 中島みゆき | 中島みゆき | 椎名和夫 | 4:48 |
| 3.                         | 「やまねこ」                                | 中島みゆき | 中島みゆき | 船山基紀 | 4:04 |
| 4.                         | 「白鳥の歌が聴こえる」(another Mix version) | 中島みゆき | 中島みゆき | 久石譲   | 5:00 |
| 合計時間:                  | 合計時間:                                   | 合計時間:  | 19:04      |          |      |